# Acalypha gracilis
Acalypha gracilis är en törelväxtart som beskrevs av Spreng.. Acalypha gracilis ingår i släktet akalyfor, och familjen törelväxter. Inga underarter finns listade i Catalogue of Life.